# Серхіо Діас
Серхіо Ісмаель Діас Веласкес(ісп. Sergio Ismael Díaz Velázquez; народився 5 березня 1998 в Ітаугуа, Парагвай) — парагвайський футболіст, нападник клуба «Реал Мадрид Кастілья».

## Ігрова кар'єра
Почав грати в футбол у футбольній школі «Такуарі», після чого перейшов у футбольну школу «Серро Портеньйо». У 2013 році 15-річний гравець вже грав в резервній команді клубу, і його почали порівнювати з Серхіо Агуеро.
27 червня 2014 року Діас дебютував у вищій лізі Парагваю: на той момент йому було 15 років і 3 місяці. 28 вересня того ж року забив свій перший гол за клуб в чемпіонаті.
3 липня 2016 року мадридський «Реал» придбав Серхіо Діаса. У сезоні 2016/2017 парагваєць буде виступати за клуб «Реал Мадрид Кастілья».

## Кар'єра в збірній
У складі збірної Парагваю до 20 років взяв участь в чемпіонаті Південної Америки серед молодіжних команд 2015 року, забивши 2 голи.